# Tipula rabiosa
Tipula rabiosa är en tvåvingeart som beskrevs av Alexander 1943. Tipula rabiosa ingår i släktet Tipula och familjen storharkrankar. Inga underarter finns listade i Catalogue of Life.